# Gianfranco D'Angelo
Pour les articles homonymes, voir D'Angelo.
Gianfranco D'Angelo (né à Rome le 19 août 1936 et mort dans la même ville le 15 août 2021) est un acteur italien.

## Biographie
Né à Rome, Gianfranco D'Angelo a commencé sa carrière de comédien au milieu des années 1960, réalisant ses premiers succès avec la compagnie théâtrale Il Bagaglino. Sa carrière est lancée au milieu des années 1970, avec une série d'émissions de variétés à succès telles que Mazzabubù, C'era una volta Roma, La Sberla et a atteint son apogée dans la décennie suivante, avec Drive In, Odiens et Striscia la Notizia. D'Angelo est également très actif au cinéma entre 1974 et 1982, son activité cinématographique se limitant aux « comédies sexy » et aux films de série B,.

## Filmographie partielle
- 1968 : Zum zum zum ( Zum Zum Zum - La canzone che mi passa per la testa) de Sergio et Bruno Corbucci.
- 1970 : Deux Trouillards en vadrouille (Io non scappo... fuggo) de Francesco Prosperi.
- 1970 : Lady Barbara de Mario Amendola.
- 1975 :  Mondo candido
- 1975 : La prof donne des leçons particulières
- 1975 : À nous les lycéennes (La liceale)
- 1976 : La Flic chez les poulets
- 1976 : La Prof du bahut (La professoressa di scienze naturali)
- 1976 : La Prof et les Farceurs de l'école mixte (Classe mista)
- 1976 : La Toubib du régiment (La dottoressa del distretto militare)
- 1977 : Maschio latino cercasi
- 1977 : La Toubib se recycle
- 1977 : Per amore di Poppea
- 1977 : La compagna di banco
- 1978 : Les lycéennes redoublent (La liceale nella classe dei ripetenti)
- 1978 : La Prof et les Cancres (L'insegnante va in collegio) de Mariano Laurenti
- 1980 : La settimana bianca
- 1982 : Giovani, belle... probablement riche
- 1988 : Rimini Rimini - Un anno dopo